# شنترين
شَنْتَرِين (بالبرتغالية: Santarém) إحدى مدن البرتغال تقع شمال العاصمة لشبونة يبلغ عدد سكانها 63.563 نسمة (2001). يعبرها نهر تاجة.

## تاريخ

### العصر الإسلامي
ضمت المدينة إلى الأندلس بعد أن استولى عليها المسلمون سنة 711 م وعرفت خلال تلك الفترة ازدهاراً ثقافياً واقتصادياً. انتشر العرب والبربر في نواحي شنترين وانصهروا مع أهلها الذين تبنوا عادات وتقاليد الفاتحين إلى حد كبير، وتكاثر عددهم، وشكلوا قوة فاعلة في المجالين السياسي والاقتصادي. على أن امتزاج هذه العناصر لم يتم دائماً بسهولة ويسر، ولهذا لم تخل حياة البرتغال الإسلامية خلال القرنين الأولين من ثورات عنيفة مما أتاح الفرصة لبدء ما يسمى بحرب الاسترداد. عندما دخل المرابطون لضبط أمور الأندلس، واسترجاع المدن التي سيطر عليها البرتغاليون، كانت شنترين من بين تلك الأهداف، ويذكر الوزير ابن عبدون حدث استرجاعها من خلال رسالته إلى أمير المسلمين علي بن يوسف بن تاشفين يخبر فيها بفتح المدينة بقيادة سير بن أبي بكر سنة 1111:
| شنترين | من أحصن المعاقل للمشركين، وأثبت المعاقل على المسلمين... أرحب المدن أمدا للعيون، وأخصبها بلدا في السنين، ولا يَرِيمها الخصب ولا يتخطاها، ولا يرومها الجذب ولا يتعاطاها، فروعها فوق الثريا شامخة وعروقها تحت الثرى راسخة، تباهي بأزهارها نجوم السماء، وتناجي بأسرارها أذن الجوزاء، مواقع القطار في سواها مغبرة مربدة، وهي زاهرة ترف أنداؤها، ومطالع الأنوار في حشاها مقشعرة مسودة، وهي ناضرة تشف أضواؤها، وكانت في الزمن الغابر أعيت على عظيم القياصر فنازلها بأكثر من القطر عددا، وحاولها بأوفر من البحر مددا، فأبت على طاعته كل الإباء، واستعصت على استطاعته أشد الاستعصاء... فأمكننا الله -تعالى- من ذروتها, وأنزل ركابها لنا عن صهوتها | شنترين |

استولى عليها ملك البرتغال ألفونسو الأول  سنة 1147 في الأيام الأخيرة لدولة المرابطين. ثم حاول الموحدون استردادها بعد أن استتب لهم الأمر، وفرض سلطانهم أبو يعقوب يوسف بن عبد المؤمن حصاراً عليها عام 1184، لكنه جُرح أثناء الحصار، وأدى الجرح إلى وفاته في نفس العام.

## توأمة
لشنترين اتفاقيات توأمة مع كل من:
- بطليوس
- سانتاريم، بارا
- ترجوفيشت
- كوكلبرغ [الإنجليزية]‏
- Grândola [الإنجليزية]‏

## أعلام
- ابن السراج الشنتريني
- برونو ماتياس
- آنا مورا
- كونستانس من بينافيل
- أندريه فرنسيسكو برونو فيريرا
- دينيس ملك البرتغال
- بيدرو ألفاريز كابرال
- ماريا مارتينز
- أفونسو الثاني ملك البرتغال
- روي سيلفا